# The River (album)
The River je páté studiové album amerického hudebníka Bruce Springsteena, vydané v říjnu 1980 společností Columbia Records. Nahráno bylo od března 1979 do srpna 1980 ve studiu Power Station v New Yorku a spolu se Springsteenem jej produkovali Jon Landau a Steven Van Zandt. Album původně mělo vyjít již před koncem roku 1979, Springsteen však v nahrávání pokračoval a nahrál více než 50 písní; na albu – vydaném jako dvojalbum – jich nakonec vyšlo 20, další vyšly coby B-strany singlů, jiné na kompilacích. V roce 2015 vyšel box set The Ties That Bind: The River Collection, obsahující 52 písní na 4 CD s doprovodným videem.
Autorem fotografie na obalu alba je Frank Stefanko, design vytvořil Jimmy Wachtel. Jde o Springsteenovo první album, které dosáhlo vrcholu hitparády Billboard 200. Organizace RIAA mu za prodej více než pěti milionů nosičů udělila pět platinových desek.

## Seznam skladeb
Autorem všech skladeb je Bruce Springsteen.
| Pořadí         | Název                                   | Délka |
| -------------- | --------------------------------------- | ----- |
| 1.             | The Ties That Bind                      | 3:33  |
| 2.             | Sherry Darling                          | 4:02  |
| 3.             | Jackson Cage                            | 3:04  |
| 4.             | Two Hearts                              | 2:42  |
| 5.             | Independence Day                        | 4:46  |
| 6.             | Hungry Heart                            | 3:19  |
| 7.             | Out in the Street                       | 4:17  |
| 8.             | Crush on You                            | 3:10  |
| 9.             | You Can Look (But You Better Not Touch) | 2:36  |
| 10.            | I Wanna Marry You                       | 3:26  |
| 11.            | The River                               | 4:59  |
| 12.            | Point Blank                             | 6:05  |
| 13.            | Cadillac Ranch                          | 3:02  |
| 14.            | I'm a Rocker                            | 3:34  |
| 15.            | Fade Away                               | 4:40  |
| 16.            | Stolen Car                              | 3:53  |
| 17.            | Ramrod                                  | 4:04  |
| 18.            | The Price You Pay                       | 5:27  |
| 19.            | Drive All Night                         | 8:26  |
| 20.            | Wreck on the Highway                    | 3:53  |
| Celková délka: | Celková délka:                          | 82:58 |

## Obsazení
- Bruce Springsteen – zpěv, kytary, harmonika, klavír
- Roy Bittan – klavír, varhany, doprovodné vokály
- Clarence Clemons – saxofon, perkuse, doprovodné vokály
- Danny Federici – varhany, zvonkohra
- Garry Tallent – baskytara
- Steven Van Zandt – kytary, doprovodné vokály
- Max Weinberg – bicí
- Flo & Eddie (Howard Kaylan a Mark Volman) – doprovodné vokály